# 杀鼠酮
杀鼠酮（英語：Pindone）是一种1,3-茚满二酮類维生素K拮抗剂和抗凝剂，分子式为C14H14O3，在农业上用作灭鼠剂。